# Aphrophora parallela
Aphrophora parallela is een halfvleugelig insect uit de familie Aphrophoridae. De wetenschappelijke naam van deze soort is voor het eerst geldig gepubliceerd in 1824 door Say.